# Réserve naturelle régionale des Mardelles de Prémery
La réserve naturelle régionale des Mardelles de Prémery (RNR303) est une réserve naturelle régionale située en Bourgogne-Franche-Comté. Classée en 2015, elle occupe une surface de 252,51 hectares et protège un ensemble de mares forestières ou mardelles et de milieux tourbeux.

## Localisation

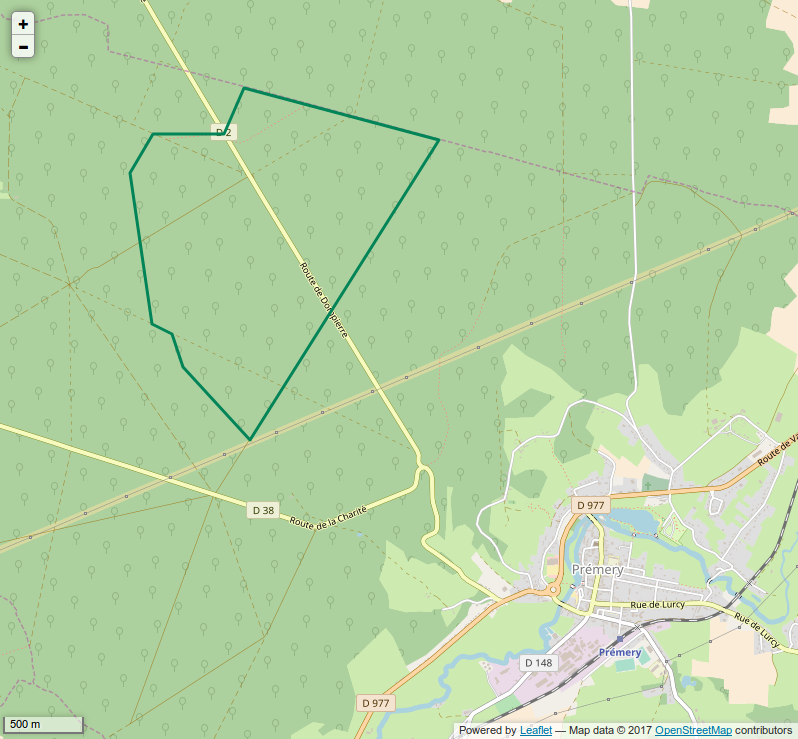
Périmètre de la réserve naturelle.

Le territoire de la réserve naturelle est dans le département de la Nièvre, sur la commune de Prémery.

## Histoire du site et de la réserve
Depuis plus de 15 000 ans, la forêt domaniale de Prémery abrite des mares forestières tourbeuses ou mardelles. L'intérêt du site pour les acteurs locaux a émergé dans les années 1960 en particulier par des membres de l'ONF.

## Écologie (biodiversité, intérêt écopaysager…)
Le site présente un intérêt écologique majeur en raison de la présence d'un réseau de mardelles et de tourbières forestières de plaine sur substrat calcaire à différents stades d’évolution. Ces milieux abritent une faune et une flore très riche, qui comptent 20 espèces protégées. L'intérêt est également palynologique avec des données datant de plus de 15 000 ans.
Le secteur étant à l'origine de nombreux petits ruisseaux, sert également à la protection de la ressource en eau.

### Flore

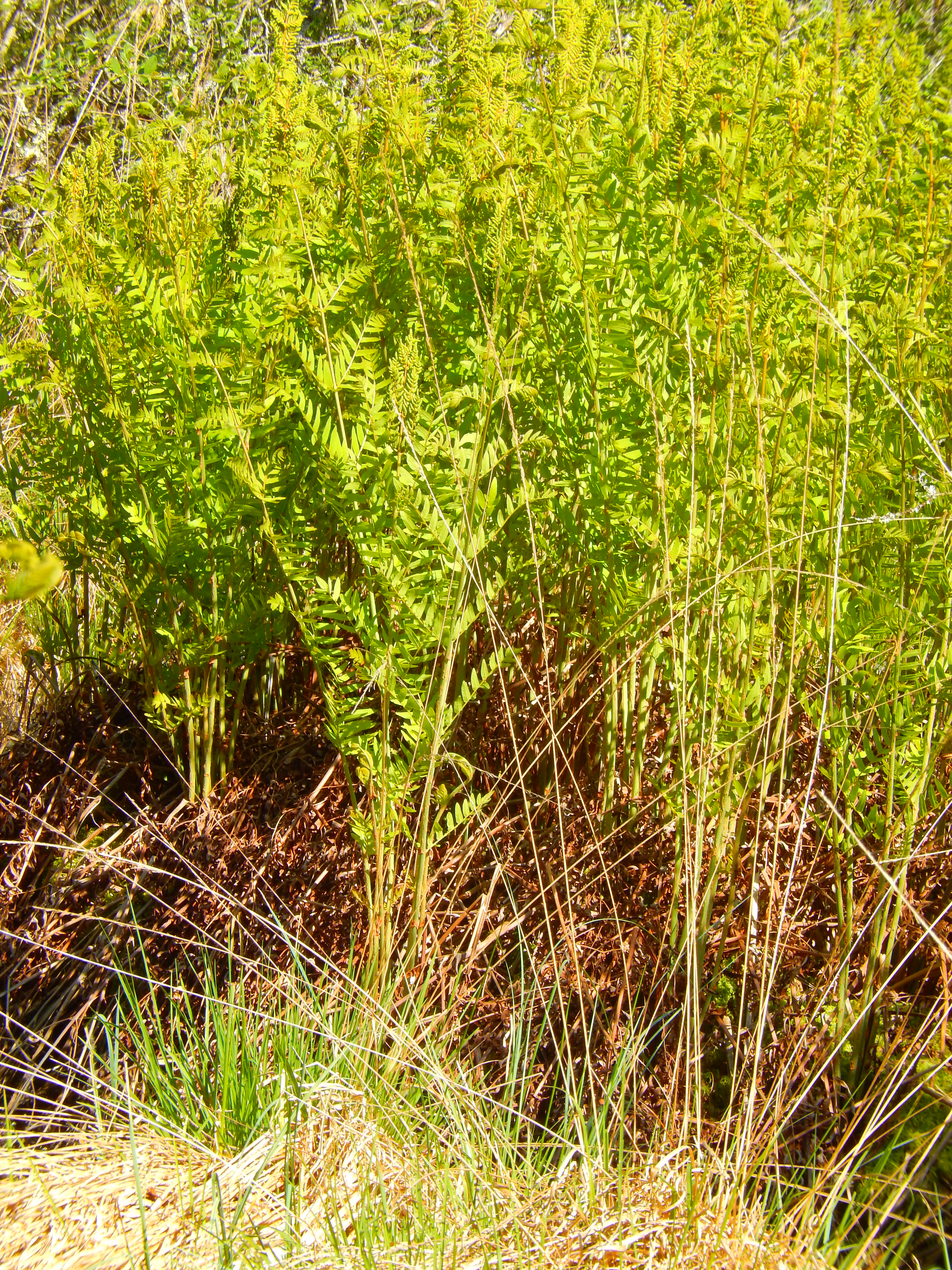
Osmonde royale.

La flore compte 82 espèces dont l'Osmonde royale en limite de répartition. On y trouve également la Laîche blanchâtre et l'Utriculaire citrine.

### Faune
On recense 60 espèces faunistiques dont 17 sont protégées. Parmi les oiseaux fréquentant le site, on peut citer la Cigogne noire, l'Engoulevent d'Europe, l'Aigle botté et le Busard Saint-Martin. Les amphibiens comptent les Tritons marbré et palmé.
Pour les invertébrés, on note la présence de la Leucorrhine à gros thorax, des Lestes dryade et verdoyant et du Barbitiste des bois.

## Intérêt touristique et pédagogique
On peut découvrir le site grâce à 5 sentiers pédagogiques.

## Administration, plan de gestion, règlement

### Outils et statut juridique
La réserve naturelle a été créée par une délibération du Conseil régional du 13 novembre 2015.